# ارزي
ارزي هي إحدى القرى اللبنانية من قرى قضاء صيدا في محافظة الجنوب.

## عائلاتها
من ابرز عائلاتها جزيني، متيرك، قانصو، شنبورة، شرقاوي، دياب، مروة، الصغير، حمود، شراره، خشمان، إبراهيم و عكوش.

## حدودها
تقع هذه القرية في جنوب لبنان وتتبع إداريّاً لقضاء صيداألزهراني. تحدّها قرى الزرارية والخرايب ومطريّة الشومر ويمرّ على أطرافها نهر الليطاني. تتميّز بوجود غابة جميلة تدعى غابة التنّور ويوجد في هذه الغابة نبع صغير يسمّى نبع التنّور.

## الطرقات
طرقات البلدة:
- الطريق العام:طريق المحارب القديم
- ارزي الزرارية بريقع لقصيبة عدشيت النبطية
- طريق فرعي من البلدة تؤدي إلى نهر الليطاني من حي النهر
- وطريق اخر من حي الحماري يؤدي أيضا إلى النهر

## آثارها ومميزاتها
يوجد عدد كبير من المغاور (مغارة السبع أبواب، مغارة السدّة، مغارة الشاي، مغارة الوطاويط....) بالإضافة إلى بعض النواويس القديمة.

## سكانها
يبلغ عدد سكانها حوالي 3000 نسمة بينهم 1200 ناخب.

## جغرافيتها
ترتفع عن سطح البحر 250 م وكما تتبع لها مطرية الشومر

## المجلس البلدي والحياة الثقافية
في البلدة مجلس بلدي مؤلف من 12 عضو ومختارين ومجلس شبابي بلدي يوجد عدد كبير من الاساتذة والأطبّاء والممرّضين وحملة الاجازات والشهادات العليا في البلدة. يوجد في البلدة مدرسة رسميّة وأخرى خاصّة كما يوجد فيها معهد تقني.

## الزراعة والصناعة
تعتمد البلدة على الزراعة كمورد للعيش حيث ان أغلبية سكانها تعتمد في معيشتها على الزراعة وبالاخص زراعة التبغ، الفاصوليا، البندورة، الخيار، الخس، الملفوف، والباذنجان. كديلك تحتوي البلدة على العديد من معامل الحجارة ومعمل للحجر الصخري ومصنع للورق والمحارم.

## الهجرة من البلدة
يوجد عدد كبير من شباب البلدة ومنذ عشرات السنوات ركب شراع الهجرة إلى بلاد الاغتراب باحثا عن لقمة العيش. يتوزع المغتربون في ساحل العاج، غينيا الاستوائية، ألمانيا، فرنسا، البرازيل وغيرها من البلدان.

## الشهداء
تعتبر ارزي كاخواتها من جبل عامل فقد قدمت عدد من الشهداء في مواجهة العدو الصهيوني الغاشم هم الشهيد احمد إبراهيم الشرقاوي والشهيد احمد اديب جزيني والعديد من الذين حاربوا العدو في اجتياح 1982 نفذ في البلدة ابان اجتياح 1982 عمليات نوعية أبرزها للشهيد نعمة هاشم ادت إلى مقتل قيادي مهم في جيش الاحتلال بالإضافة للعديد من الجنود على طريق ارزي الزرارية.